# Henning Carlsen
Henning Carlsen (født 4. juni 1927 i Aalborg, død 30. maj 2014 i København) var en dansk filminstruktør. Han instruerede en del film, hvoraf især Sult er kendt og anerkendt; den er blandt andet medtaget i Kulturkanonen.

## Karriere
Henning Carlsen begyndte med at lave kortfilm i starten af 1950'erne, og fik et gennembrud med De gamle (1961). Samtidig med at han lavede flere kortfilm, begyndte han også at lave spillefilm, og allerede med den første, Dilemma, der var optaget med skjult kamera i Sydafrika under apartheid, vandt han internationalt ry. Med filmatiseringen af Knut Hamsuns roman Sult fik han et stort gennembrud.
Siden instruerede han både internationale og danske film, blandt andet filmatiseringer af romaner af Aksel Sandemose og Jens August Schade.
Henning Carlsen var i perioden 1968-1981 leder af Dagmar-biograferne i København.
Hans sidste film blev indspillet i Mexico og var baseret på den nobelprisvindende forfatter Gabriel García Márquez' bog Erindringer om mine bedrøvelige ludere. Filmen fik premiere i 2012.

## Filmografi

### Spillefilm
- Dilemma (1962)
- Hvad med os? (1963)
- Kvindedyr (1964)
- Kattene (sv)(1965)
- Sult (1966)
- Mennesker mødes og sød musik opstår i hjertet (1967)
- Klabautermanden (1969)
- Er I bange? (1971)
- Man sku' være noget ved musikken (1972)
- En lykkelig skilsmisse (1975)
- Da Svante forsvandt (1975)
- Hør, var der ikke en som lo? (1978)
- Pengene eller livet (1982)
- Oviri (1986)
- Pan (1995)
- I Wonder Who's Kissing You Now (1998)
- Springet (2005)
- Erindring om mine bedrøvelige ludere (2012)

### Kortfilm / dokumentarfilm (uddrag)
- Penge (1954)
- De gamle (1961)
- Familiebilleder (1964)
- Ung (1965)
- Er I bange? (1971)

## Forfatterskab
Henning Carlsen skrev to bøger. Hans selvbiografi med titlen Mit livs fortrængninger udkom i 1998 på forlaget Gyldendal. Hans anden bog, Flyvske billeder, blev udgivet i 2000 på samme forlag. Denne bog handler om vejen til realiseringen af to af de største teknologiske fremskridt i menneskets historie: flyvningen og det levende billede. Flyvske billeder er også udgivet på engelsk under titlen Images in Flight.